# Ratines
Ratines (Rhatines, Ῥαθίνης) fou un militar persa.
Fou un dels comandants enviat per Farnabazos II en ajuda dels bitinis per oposar-se al pas dels deu mil (els mercenaris grecs) a través de Bitínia el 400 aC. Les forces del sàtrapa foren totalment derrotades.
Torna a aparèixer el 396 aC com a comandant d'un cos de cavalleria de Farnabazos, que es va enfrontar amb Agesilau II prop de Dascilios.